# Our Kind of Traitor
Our Kind of Traitor is een film uit 2016, geregisseerd door Susanna White. Deze spionagethriller is gebaseerd op het gelijknamige boek van John le Carré. De film ging in première op 1 mei 2016 tijdens het Internationaal filmfestival van San Francisco.

## Rolverdeling
- Ewan McGregor als Perry MacKendrick
- Stellan Skarsgård als Dima
- Damian Lewis als Hector
- Naomie Harris als Gail MacKendrick
- Khalid Abdalla als Luke
- Velibor Topić als Emilio Del Oro
- Alicia von Rittberg als Natasha
- Mark Gatiss als Billy Matlock
- Mark Stanley als Ollie
- Jeremy Northam als Aubrey Longrigg
- Grigoriy Dobrygin als de prins
- Marek Oravec als Andrei
- Katia Elizarova als Katia
- Christian Brassington als de secretaris van het kabinet
- Pawel Szajda als de moordenaar met blauwe ogen
- Alec Utgoff als Niki